# Торнхилл, Клод
Клод Торнхилл (англ. Claude Thornhill; 10 августа 1909 или 10 апреля 1908, Терре-Хот, Индиана — 2 июля 1965, 7 июля 1965 или 1 июля 1965, Нью-Йорк, Нью-Йорк) — американский пианист, аранжировщик, композитор  и руководитель оркестра. Автор джазовых и поп-стандартов  Snowfall  и  I Wish I Had You.

## Молодые годы
Торнхилл родился в семье Дж. Честера Торнхилла и его жены Мод. Уже в 11 лет он профессионально играл на фортепиано. Будучи учеником средней школы Гарфилда в Терре-Хот, он играл с несколькими театральными коллективами. Торнхилл учился в Музыкальной консерватории Цинциннати и Музыкальном институте Кёртиса в Филадельфии.
В юности он был признан исключительно талантливым и сформировал путешествующий дуэт с Дэнни Поло, музыкальным виртуозом, играющим на кларнете и трубе, из соседнего города Клинтон, штат Индиана.
Вместе с кларнетистом Арти Шоу они начали свою карьеру в Golden Pheasant в Кливленде, штат Огайо, с оркестром Остина Уайли. Торнхилл и Шоу вместе поехали в Нью-Йорк в 1931 году. Торнхилл поехал на западное побережье в конце 1930-х годов с радиошоу Боба Хоупа и устроил Джуди Гарланд, в то время она имела на содержании своих маленьких детей. В 1935 году он играл на сессиях с Гленном Миллером, включая Solo Hop, который был выпущен на лейбле Columbia Records. он также играл с Полом Уайтменом, Бенни Гудманом, Рэем Нобелем и Билли Холидей. Он аранжировал «Лох-Ломонд» и «Энни Лори» для Максин Салливан.
В середине 1930-х Торнхилл аранжировал и играл на фортепиано для Андре Костеланца.

## Расцвет карьеры

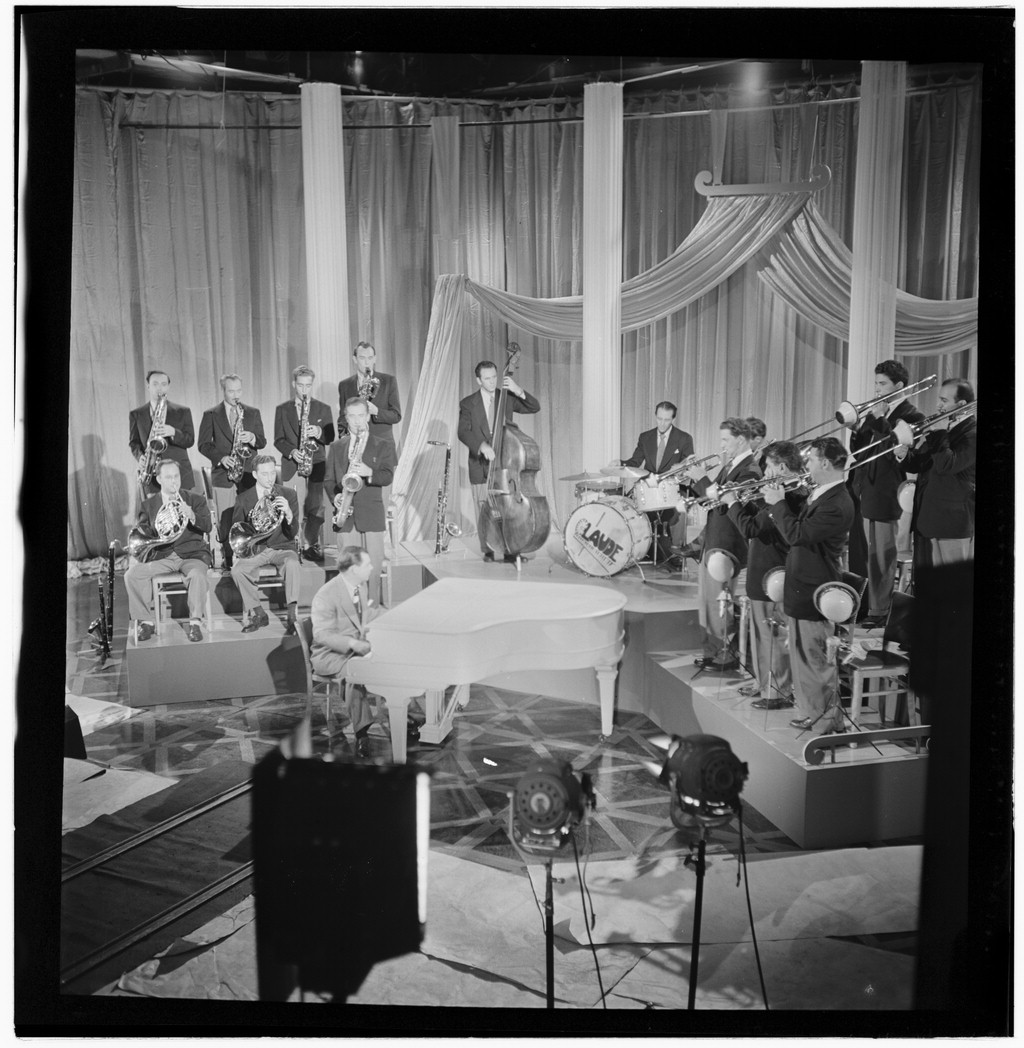
Оркестр Клода Торнхилла 1947. Фото Уильяма Готтлиба.

В 1939 году он основал собственный оркестр. Группа Торнхилла была также и танцевальной, она стала известна своими превосходными джазовыми музыкантами и аранжировками Торнхилла и Гил Эванса. оркестр играл без вибрато, чтобы лучше можно было оценить тембры инструментов. Торнхилл призвал музыкантов развивать круто звучащие тона. группа пользовалась популярностью как у музыкантов, так и у публики. Рождение крутого нонета Майлзом Дэвисом было частично смоделировано на звуке и нетрадиционных инструментах Торнхилла. Самыми успешными пластинками группы стали «Снегопад», «Воскресная любовь» и «Любовь за любовь».
Торнхилл играл в театре «Парамаунт» в Нью-Йорке за 10 000 долларов в неделю, в это же время из-за вступления США во Вторую мировую,он поступил на службу в военно-морскокой флот в качестве ученика моряка, 26 октября 1942 года. В качестве главного музыканта он давал концерты на Тихоокеанском театре военных действий вместе с Джеки Купером в качестве барабанщика и Деннисом Дэем в качестве вокалиста.
В 1946 году был уволен из флота и в то же время воссоединил свой ансамбль. Джерри Маллиган и Барри Гэлбрейт вернулись с новыми участниками, Редом Родни, Ли Конитцем, Джо Шульманом и Биллом Барбером. Торнхилл и его оркестр играли в эстрадной программе Джуди, Джилл и Джонни по радио в 1946–1947 гг.
В 1957 году Торнхилл стал музыкальным руководителем Тони Беннетта. Он предложил свою библиотеку звукозаписей его биг-бэнда Джерри Маллигану, когда Маллиган сформировал концертный джаз-бэнд, но Маллиган отклонил подарок, поскольку его инструменты были другими. Большая часть его обширной музыкальной библиотеки в настоящее время хранится в университете Друри в Спрингфилде, штат Миссури.

## Последние годы жизни и увековечивание славы.
Торнхилл умер от сердечного приступа в Колдуэлле, штат Нью-Джерси, в возрасте 56 лет. В 1984 году он был посмертно введен в Зал славы биг-бэндов и джаза.

## Творчество
Композиции Торнхилла включали стандартные Snowfall, I Wish I Had You, записанные Билли Холидей и Фэтсом Уоллером, Let’s Go, Shore Road, Portrait of a Guinea Farm, Lodge Podge.